# Gare de Maresquel
Gare de Maresquel vasútállomás Franciaországban, Maresquel-Ecquemicourt településen.

## Vasútvonalak
Az állomást az alábbi vasútvonalak érintik:
- Saint-Pol-sur-Ternoise-Étaples-vasútvonal

## Kapcsolódó állomások
A vasútállomáshoz az alábbi állomások vannak a legközelebb:
- Gare d’Aubin-Saint-Vaast
- Gare de Beaurainville